# Famille Mortimer
Pour les articles homonymes, voir Mortimer.
La famille Mortimer est une importante famille du baronnage anglo-normand, issue de la noblesse du duché de Normandie. Elle tient son patronyme du village éponyme de Mortemer (Seine-Maritime) qui, plus tard, s'anglicise en Mortimer en Grande-Bretagne.
Le primogéniteur de cette famille est Roger de Mortemer († vers 1080), dont la parenté n'est pas certaine et qui est châtelain de Mortemer. Il est possible qu’il ait été le fils de Raoul de Warenne et de sa femme Béatrice, probable descendante du duc Richard Ier de Normandie. Les Mortimer seraient donc apparentés à la famille de Warenne. Une branche de cette famille s'implante en Angleterre durant la conquête normande de l'Angleterre probablement avec Raoul de Mortimer, le fils de Roger. Elle devient prééminente dans la politique anglaise avec Roger (III) († 1282), proche du roi Édouard Ier d'Angleterre et atteint le faîte de sa puissance durant les trois dernières générations, un Mortimer devenant héritier présomptif du trône d'Angleterre. La lignée mâle principale s'éteint en 1425.

## Membres remarquables
- Roger de Mortemer († vers 1080), seigneur de Saint-Victor-en-Caux. C'est probablement le duc de Normandie Guillaume le Bâtard (plus tard le Conquérant) qui lui donne la garde du château de Mortemer (Seine-Maritime), à la frontière normande sur la route d'Amiens. Il a d'importants domaines dans le Pays de Caux et épouse Hawise, une aristocrate qui est héritière de terres dans le diocèse d'Amiens. Pour ces terres, Roger fait hommage à Raoul, comte de Valois. En 1054, quand le roi Henri Ier de France envahit la Normandie, le comte Raoul est capturé après la bataille de Mortemer. Peu après Roger est banni pour l'avoir fait libérer. Il se réconcilie plus tard avec le duc, et il retrouve ses possessions à l'exception du château de Mortemer qui est confié à Guillaume de Warenne, qui est probablement son frère. Il meurt avant 1086.
- Raoul († 1104), seigneur de Saint-Victor-en-Caux en Normandie et de Wigmore, Herefordshire en Angleterre. Il obtient la baronnie de Wigmore après la rébellion de Roger de Breteuil, le 2e comte d'Hereford, lors de la révolte des comtes (1075). Il se rebelle lui-même contre Guillaume le Roux en 1088, mais est pardonné. Il est un partisan de Robert Courteheuse jusqu'en 1096 environ. Il accumule des terres dans douze comtés anglais et devient un baron de deuxième rang.
- Hugues (I) († 1148/50), lord de Wigmore, fut assez probablement partisan d'Étienne d'Angleterre dans la guerre civile en Angleterre qui suivit la mort d'Henri Ier en 1135. Il s'investit au Pays de Galles, capturant la ville de Maelienydd et le cantref d'Elfael.
- Hugues (II) († 1180/81), refuse d'accepter la reprise en main du royaume par Henri II d'Angleterre. Il se rebelle en 1155 quand celui-ci veut lui reprendre le château de Bridgnorth. Le roi assiège ses châteaux de Wigmore, Cleobury et Bridgnorth et il est obligé de se rendre, ne subissant pas de représailles particulières.
- Roger (II) († 1214), servit loyalement Henri II durant la révolte de 1173-1174. Vers 1181, il est en prison car ses hommes ont tué Cadwallon ap Madog, seigneur de Maelienydd alors qu'il revenait de la cour avec un sauf-conduit royal. En 1195, il reprend le contrôle de Maelienydd, et consacre pratiquement tout le reste sa vie au Pays de Galles. En 1191, il est accusé par Guillaume Longchamp, le vice-roi d'être impliqué dans une conspiration contre le roi. Il est forcé à un court exil. Durant le règne de Jean sans Terre, il est capturé et rançonné par les Français alors qu'il essaye d'occuper Dieppe, en 1205.
- Hugues (III) († 1227), est principalement occupé par ses affaires galloises. En 1215, il perd le contrôle de Maelienydd au profit de Llywelyn le Grand. Il meurt sans descendance sans avoir eu beaucoup de succès en Galles. Son frère Ralph lui succède.
- Ralph (II) († 1246), lui aussi n'arrive pas à grand-chose contre Llywelyn le Grand, et c'est sans doute pour cela qu'il épouse Gwladus Ddu († 1251), sa fille, veuve de Réginald de Briouze. C'est seulement à la mort de son beau-père en 1240, qu'il est capable de passer à l'offensive contre les Gallois. Il réussit à reprendre Maelienydd et à étendre son contrôle dans le Pays de Galles. Son fils et héritier Roger doit payer 2 000 £ pour pouvoir conserver la garde de possessions paternelles durant sa minorité, signe que ses possessions sont considérables.
- Roger (III) († 1282), épouse Mathilde de Briouze, héritière partielle de la famille de Briouze par son père, et de la famille Le Maréchal par sa mère. Roger augmente donc considérablement ses possessions dans le Pays de Galles et devient un membre de premier rang du baronnage anglais. Après 1255, Llywelyn le Dernier commence à menacer ses possessions galloises, puis s'empare de Gwrtheyrnion et du cantref de Builth et de son stratégique château, ce qui lui sera plus tard reproché. Il soutient d'abord le mouvement baronnial demandant une réforme de la royauté, mais plus tard devient un familier d'Henri III et son fervent partisan. Dans la guerre civile qui s'ensuit, il joue un rôle de premier plan pour le roi. Il est presque tué à la bataille de Lewes en 1264. En 1265, lors de la bataille de Lewes, il parvient à faire échapper son ami Édouard, le fils du roi qui avait été capturé. Il conduit l'une des trois divisions royalistes à la bataille d'Evesham. D'après une chronique anglaise, il aurait lui-même tué Simon de Montfort, le comte de Leicester, qui depuis sa victoire à Lewes était de facto le maître du pays. Il obtient brièvement le comté entier et l'honneur d'Oxford. En Galles, sa situation stagne. Il devient corégent du royaume à la mort d'Henri III en l'absence du futur Édouard Ier parti à la croisade. En 1276, il mène l'une des trois armées envoyées reconquérir les territoires perdus en Galles.
- Roger (IV) († 1326), 1er baron Mortimer de Chirk, est le troisième fils de Roger III. À la mort de son père, il est impliqué dans les affaires galloises et s'empare de la seigneurie de Chirk. Il obtient aussi d'autres seigneuries dans le Pays de Galles et est nommé officier de la justice royale pour toute la principauté de Galles en 1308. En 1321, il fait partie des barons qui se rebellent contre le roi et force les deux Hugues le Despenser père et fils à l'exil. Mais en 1322, il est capturé et emprisonné à la Tour de Londres avec son neveu Roger V. Il est accusé de trahison, mais sa vie est épargnée et ses possessions confisquées. Il meurt en captivité en 1326, ses descendants ne récupèreront pas ses terres.
- Roger (V) (1287-1330), 3e baron Mortimer de Wigmore et 1er comte de March (1327), est célèbre pour sa liaison avec la reine d'Angleterre Isabelle de France. Il envahit l'Angleterre avec une armée de mercenaires et le soutien d'Henry de Lancastre, 3e comte de Leicester. Il force Édouard II à abdiquer en faveur de son fils, puis le fait assassiner. Il exerce la régence avec Isabelle de France durant la minorité du roi, mais est exécuté pour trahison en 1330, ses terres étant confisquées.
- Roger (VI) (1328-1360), 2e comte de March, parvient finalement à retrouver quasiment l'intégralité de l'héritage de son grand-père durant sa courte vie, malgré sa longue minorité. C'est grâce à ses qualités de combattant et aux loyaux services qu'il rend au roi qu'il retrouve peu à peu les terres confisquées de la famille. Il est l'un des chevaliers fondateurs de l'Ordre de la Jarretière et recouvre finalement le titre de comte de March. Il meurt durant une campagne en France.
- Edmond (III) († 1381), 3e comte de March et comte d'Ulster, épouse Philippa, la fille unique de Lionel d'Anvers, comte d'Ulster et duc de Clarence, fils d'Édouard III d'Angleterre. Son beau-père meurt la même année que son mariage, et il entre donc en possession de domaines considérables. Ses possessions sont les deuxièmes du royaume après celles du duc de Lancastre. Ses campagnes en France et en Bretagne sont un échec. En 1376, à la mort du Prince Noir, le fils d'Édouard III, il devient un prétendant possible à la couronne d'Angleterre. À l'accession du jeune Richard II en 1377, il est membre du conseil de minorité. En 1379, il est appointé lord-lieutenant d'Irlande (vice-roi) et y obtient un succès modéré dans l'affermissement du pouvoir anglais.
- Roger (VII) († 1398), 4e comte de March, 6e d'Ulster, entre en possession de son héritage en 1394. Il est le possible héritier du trône d'Angleterre en 1385 et 1398. Il passe sa courte vie adulte en Irlande en tant que lord-lieutenant. Il meurt au combat en 1398.
- Edmond († 1409), plus jeune fils d'Edmond III, sert de lieutenant à son frère Roger (VII) en Irlande. À sa mort, il devient le membre le plus important de la famille à cause de la minorité de son neveu. Il se rallia à Henri Bolingbroke dans sa lutte contre Richard II. En 1402 il est capturé durant une révolte galloise, mais le roi empêche que sa rançon soit payée et commence à confisquer ses terres. Mortimer n'a d'autres choix que d'épouser la fille de son ravisseur Owain Glyndŵr et de sceller une alliance avec lui et les Percy afin de réinstaller Richard II sur le trône ou d'y installer son neveu Edmond (V). Il meurt misérablement durant le siège du château d'Harlech qui se termine début 1409.
- Edmond (V) († 1425), 5e comte de March, 7e d'Ulster, fils de Roger VII, fut, pendant quelques mois, héritier présomptif au trône d'Angleterre. En 1399, quand Henri IV usurpe le trône, il est emprisonné avec son frère. Au couronnement d'Henri V, il est définitivement libre de ses mouvements et entre en possession de son héritage. Il reste en bons termes avec le roi malgré le complot de Southampton (1415) qui a pour but de le placer sur le trône. Il participe à la conquête de la Normandie et autres campagnes en France. À l'accession d'Henri VI, il fait partie du conseil de minorité. Il est appointé lord-lieutenant d'Irlande en 1423. Il meurt en Irlande de la peste en 1425. Sans héritier, la lignée mâle des Mortimer s'arrête.

## Généalogie
```
Roger de Mortemer
 († vers 1080), seigneur de 
Saint-Victor-en-Caux

│
└─> 
Raoul de Mortimer
 († 1104), lord de Wigmore
    │
    └─> Hugues († 1148/50), lord de Wigmore
        │
        └─> 
Hugues
 (II) († 1180/81), lord de Wigmore
            │
            └─> Roger (II) († 1214), lord de Wigmore
                × 
Isabelle de Ferrières

                │
                ├─> Hugues (III) († 1227), lord de Wigmore
                │   × 
Éléanor de Briouze

                │   
                └─> Ralph Mortimer (II) († 1246), lord de Wigmore
                    │
                    ├─> Hugues (IV) († 1273), shérif du Shropshire et du Staffordshire.
                    │   × 
Agathe de Ferrières

                    │   └─> 
(cette lignée cadette localisée à Chelmarsh s'éteint en 1401)

                    │
                    └─> 
Roger
 (III) († 1282), 
1
er
 
baron
 Mortimer
                        × 
Maud de Briouze
 († v. 1301)
                        │
                        ├─> 
Roger
 (IV) († 1326), 
1
er
 
baron
 Mortimer de Chirk
                        │
                        └─> 
Edmond Mortimer
 († 1304), 
2
e
 
baron
 Mortimer
                            │
                            └─> 
Roger
 (V) († 1330), 
1
er
 
comte de March
 (1328-1330), régent
                                │
                                └─> 
Edmond
 (II) († 1331)
                                    │
                                    └─> 
Roger
 (VI) († 1360), 
2
e
 
comte
 de March (1348-1360)
                                        │
                                        └─> 
Edmond
 
(III)
 († 1381), 
3
e
 
comte
 de March et 
comte d'Ulster

                                            │ × 
Philippa de Clarence
, fille de 
Lionel d'Anvers

                                            │
                                            ├─> 
Edmond
 (IV) († 1409)
                                            │
                                            └─> 
Roger
 (VII) († 1398), 
4
e
 
comte
 de March, 
6
e
 d'Ulster
                                                │ × Eleanor, fille de 
Thomas Holland

                                                │
                                                ├─> 
Anne
 × 
Richard
, 
3
e
 
comte de Cambridge

                                                │   └─> 
Richard
, 
3
e
 
duc d'York

                                                │
                                                └─> 
Edmond
 
(V)
 († 1425), 
5
e
 
comte
 de March, 
7
e
 d'Ulster
```

## Pour approfondir